# Guinglange
Guinglange (deutsch: Gänglingen) ist eine französische Gemeinde mit 328 Einwohnern (Stand 1. Januar 2022) im Département Moselle in der Region Grand Est (bis 2015 Lothringen).

## Geographie
Die Ortschaft liegt in Lothringen am linken Ufer der Nied, 28 Kilometer ostsüdöstlich von Metz, zwölf  Kilometer südlich von Bolchen und sieben Kilometer nordwestlich von Faulquemont (Falkenberg).
Zu Guinglange gehören der Weiler Helfling (Klein Helflingen), die Ortsteile Schloss Helfedange (Schloss Helflingen), Moulin-Haut (Obermühle), Moulin-Neuf (Neumühle) und Ferme de Vitrange (Vitringerhof, früher Witringen, 1420: Wittrenges). 
Nachbargemeinden sind Fouligny (Füllingen) im Norden, Haute-Vigneulles (Oberfillen)  im Nordosten, Flétrange (Flittringen) und Elvange (Elwingen) im Osten, Hémilly im Süden sowie Villers-Stoncourt, Servigny-lès-Raville (Silbernachen) und Raville (Rollingen) im Westen.

## Geschichte
Der Ort wurde 848 erstmals als Gangoniaga erwähnt, dann Gengelingen (1377) und Guingelingen (1500) genannt. Die Ortschaft gehörte früher zum Bistum Metz.
Schloss Helflingen war Sitz der reichsunmittelbaren Herrschaft Helfedange (Helflingen), die der Bischof von Metz – wie auch die reichsunmittelbaren Herrschaften Haboudange (Habudingen, früher Hoblingen) und Hinquezange (Hingsingen) – vom Heiligen Römischen Reich als Lehen empfing. Im Jahr 1552 wurde die Herrschaft zusammen mit dem Bistum Metz vom Königreich Frankreich besetzt und annektiert, das sich den Besitz 1648 im Westfälischer Frieden bestätigen lassen konnte.
Durch den Frankfurter Frieden vom 10. Mai 1871 kam die Region an das deutsche Reichsland Elsaß-Lothringen, und das Dorf wurde dem Kreis Bolchen im Bezirk Lothringen zugeordnet. Die Dorfbewohner betrieben Getreidebau und Viehzucht.
Nach dem Ersten Weltkrieg musste die Region aufgrund der Bestimmungen des Versailler Vertrags 1919 an Frankreich abgetreten werden. Im Zweiten Weltkrieg war die Region von der deutschen Wehrmacht besetzt.

### Bevölkerungsentwicklung
| Jahr      | 1962 | 1968 | 1975 | 1982 | 1990 | 2000 | 2008 | 2019 |
| Einwohner | 210  | 217  | 192  | 224  | 841  | 222  | 298  | 328  |

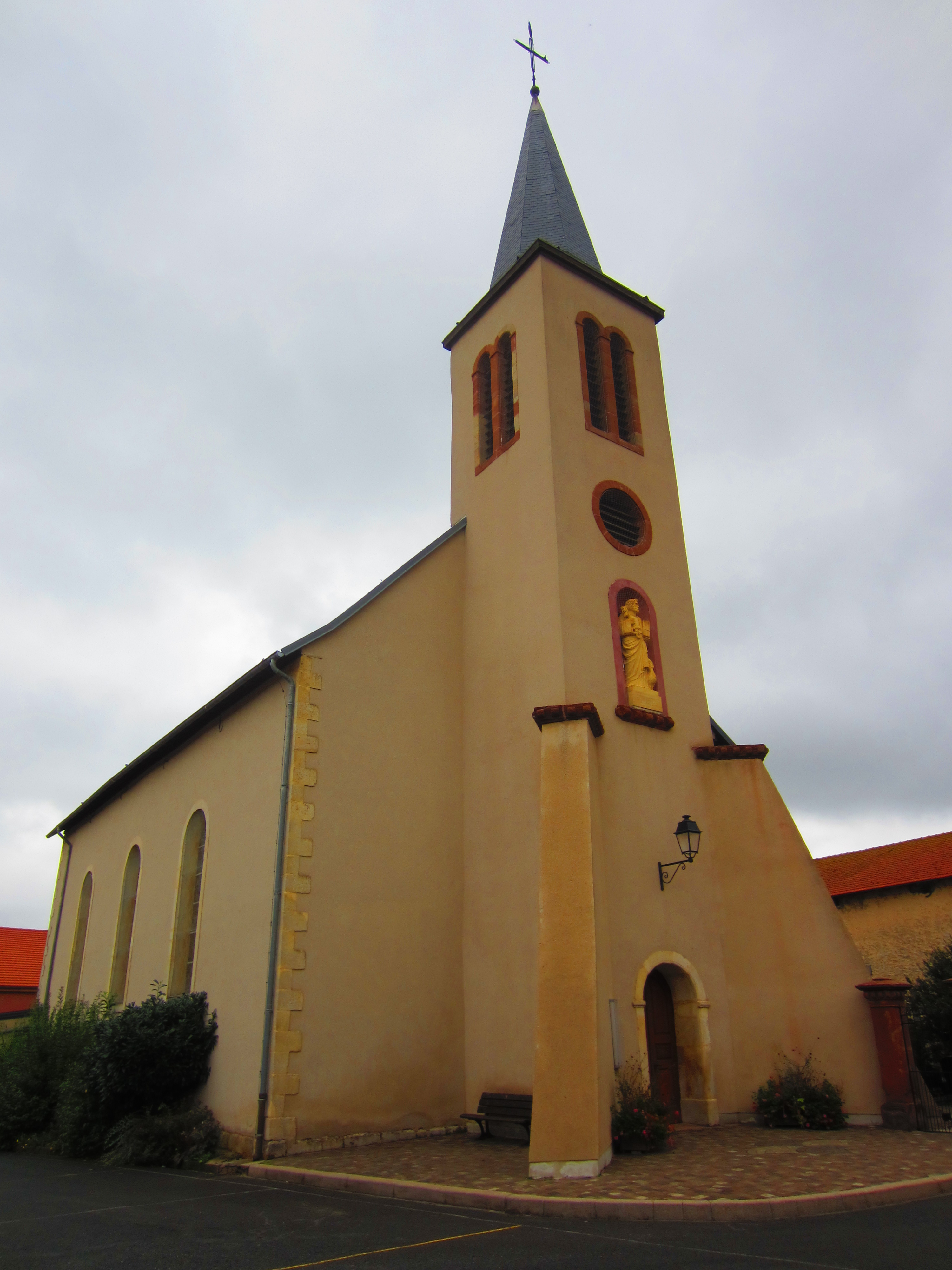
Kirche St. Pierre, 1755 erbaut
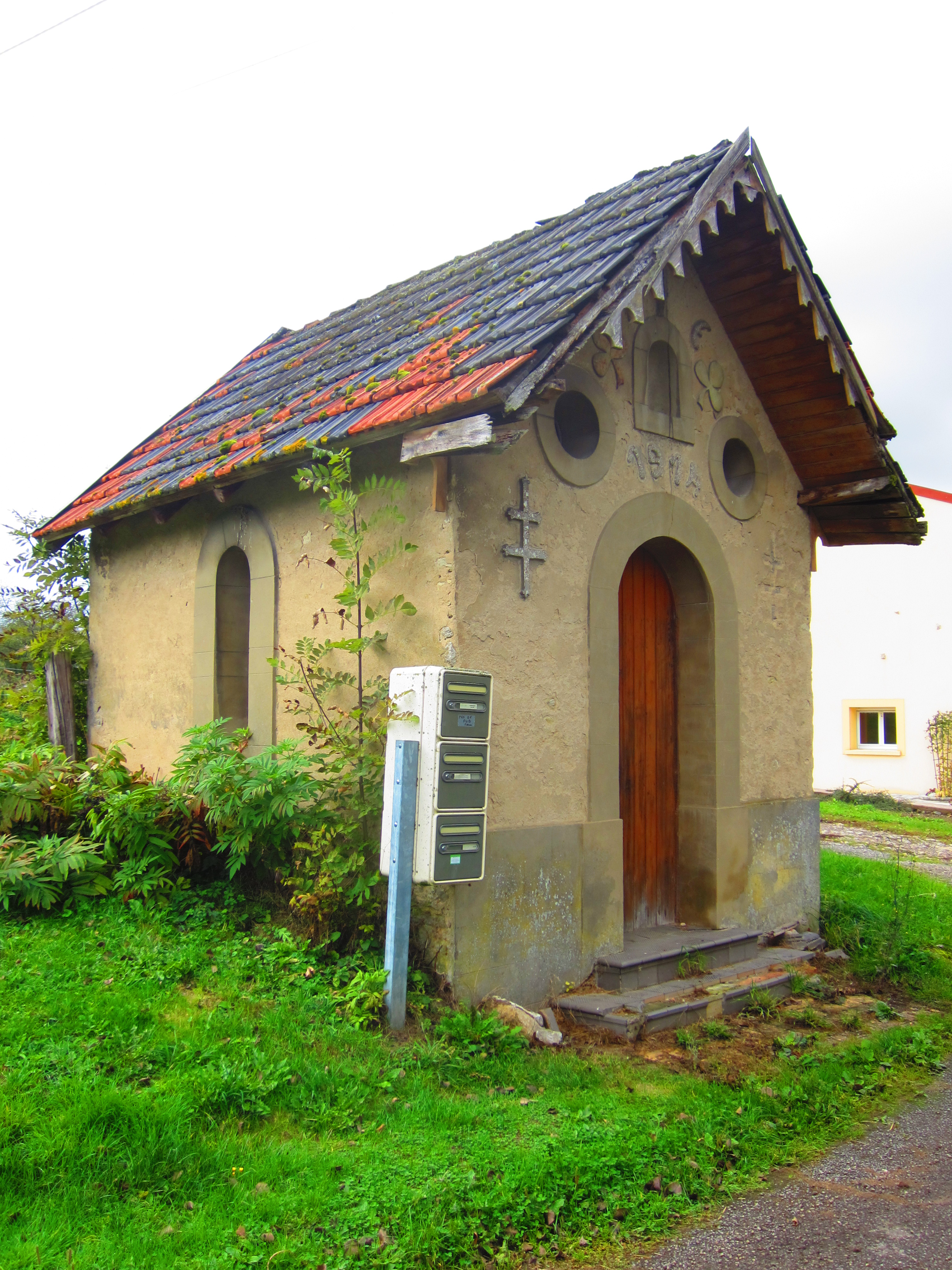
Kapelle Poinsignon-Evrard im Ortsteil Moulin Haut (Obermühle)
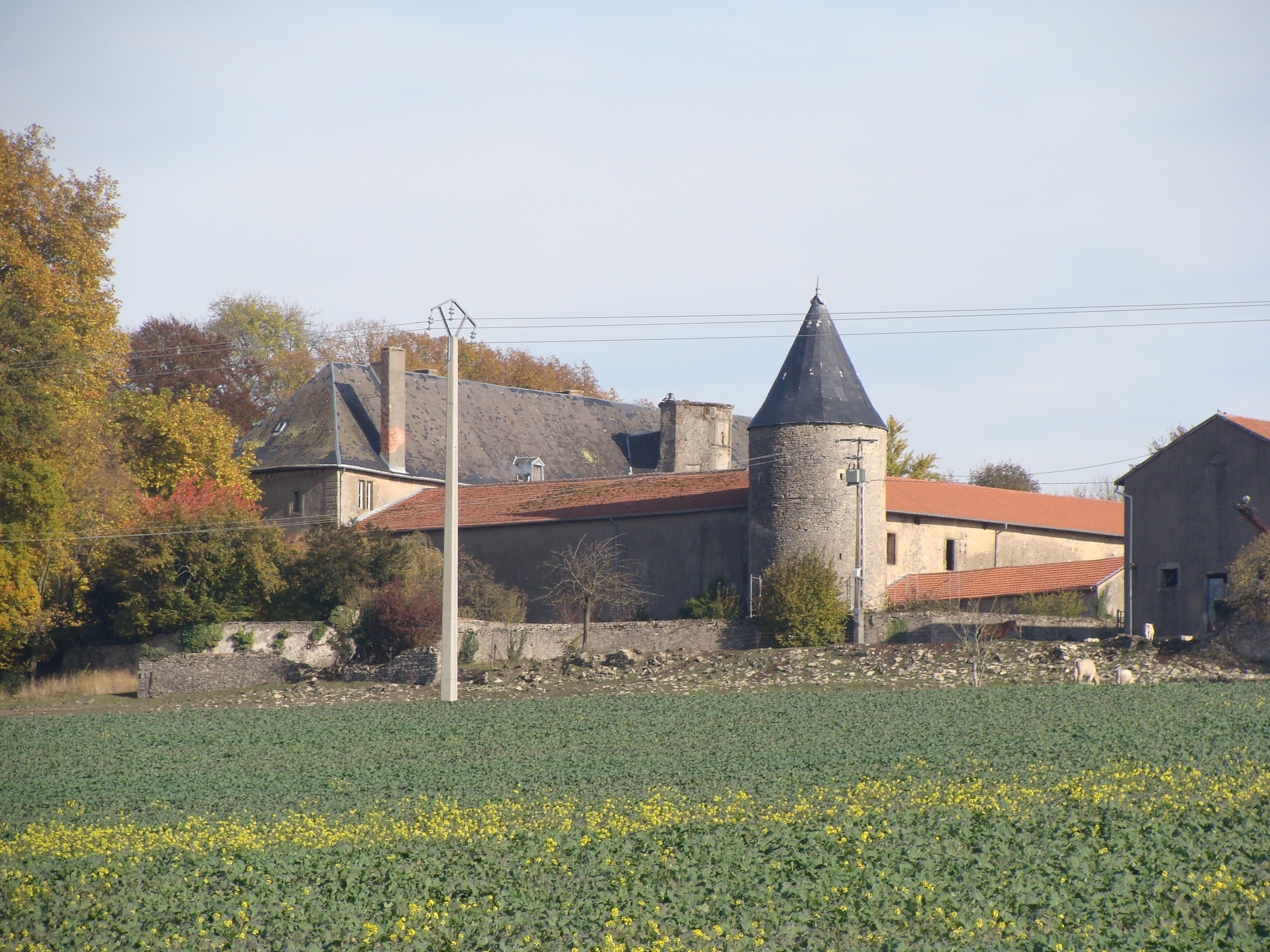
Schloss Helfedange (Schloss Helflingen)